# ローヒルカンド

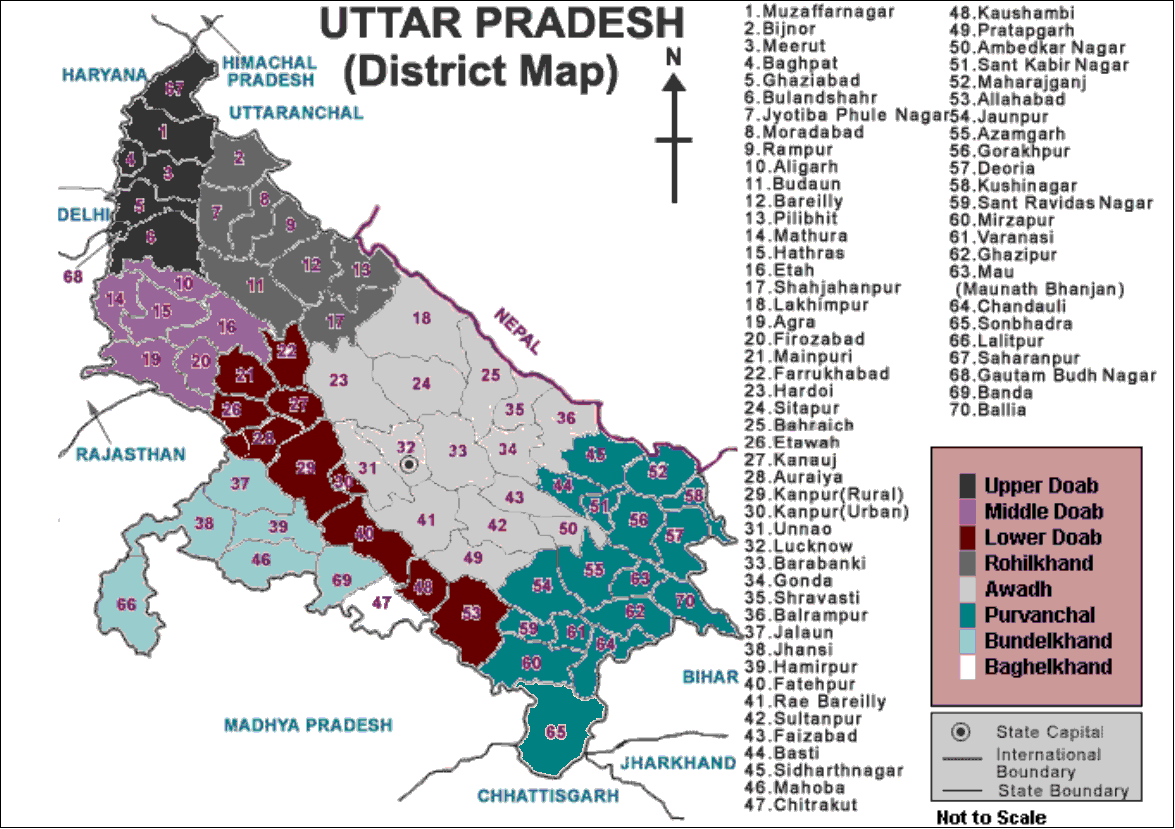
ウッタル・プラデーシュ州の地域

ローヒルカンド（ヒンディー語：रोहिलखंड Rōhilkhaṇḍ、ウルドゥー語: روہیل کھنڈ、英語：Rohilkhand）は、インドのウッタル・プラデーシュ州北西部を指す歴史的地域。アフガン系ローヒラー族が居住したのでこの名称で呼ばれる。

## 歴史

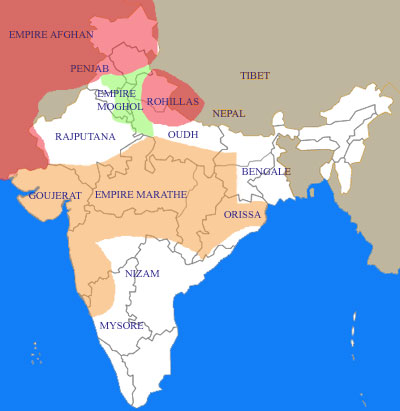
ローヒラー族の支配領域

17世紀から18世紀にかけて、ローヒラー族が定住し、その支配地域となった。
1705年、アフガンスタンからダーウード・ハーン・ローヒラーがインドに定住し、ローヒラー族の指導者となった。ダーウード・ハーンが1721年に死ぬと、養子アリー・ムハンマド・ハーンが後を継いだ。彼は強大となり、やがてアワド太守サフダル・ジャングに税の納入を拒否するようになった。
1751年から1752年、マラーター勢力がアワド太守サフダル・ジャングの要請でこの地域を攻め、ローヒラー族を追い詰め、一部はクマーウーンへと逃げた。だが、アフガン王アフマド・シャー・ドゥッラーニーが北インドに攻めてきたため、このときはマラーター軍も撤退した。
18世紀後半、ローヒルカンド北部を支配していた族長の一人ナジーブ・ハーンが台頭し、ナジーバーバードを拠点とした。彼はマラーター同盟の台頭を見て、アフガニスタンのドゥッラーニー朝と同盟し、その創始者アフマド・シャー・ドゥッラーニーに協力した。そして、1761年に第三次パーニーパトの戦いでマラーター軍を打ち破った。
1772年、マラーターの諸侯マハーダージー・シンディアが再びローヒルカンドを攻撃した。彼はザービター・ハーンを破り、ローヒルカンドを一時的に占領、ナジーブ・ハーンの墓廟を破壊し、遺骸を散乱させた。だが、マラーターに圧迫されたアワド太守はローヒラー族に味方し、マラーター勢力は撤退した。
その後、ローヒラー族がアワド太守に報酬を払わなかったことから紛争が勃発し、1773年にアワド太守シュジャー・ウッダウラはイギリスに援助を頼んだ。ローヒラー族は打ち破られ、1774年にローヒルカンドはラームプルとナジーバーバード一帯を残してアワドに併合された（ローヒラー戦争）。このとき、ラームプルを支配していたローヒラー族はイギリスと軍事保護条約を結び、藩王国となった。
ナジーバーバードのローヒラー勢力は独立を保ち続け、1788年にナジーブ・ハーンの孫グラーム・カーディル・ハーンが一時デリーを占領したものの、1789年にマラーター殺害され、その支配も終わった。
1801年、アワド太守サアーダト・アリー・ハーン2世はイギリスにローヒルカンドを割譲した。